# Johannes Lepsius
Johannes Lepsius, né le 15 décembre 1858 à Berlin et mort le 3 février 1926 à Merano, est un théologien protestant, un orientaliste et un humaniste allemand. 

## Biographie
Johannes Lepsius est le fils de l’égyptologue Karl Richard Lepsius.
Il publie un important travail historique relatif au génocide arménien : Rapport sur la situation du peuple arménien en Turquie publié en 1919. Il témoigne en faveur de Soghomon Tehlirian en 1921 à son procès accusé de l'assassinat de Talaat Pacha, un des instigateurs du génocide. Il encourage Josephine Fallscheer-Zürcher à créer une clinique pour les Arméniens à Urfa.

## Œuvres
- Johannes Lepsius, Archives du génocide des Arméniens : recueil des documents diplomatiques allemands, éditions Fayard.

## Divers
- L'acteur Samuel Finzi interprète son rôle dans le téléfilm-documentaire Aghet : 1915, le génocide arménien.